# Joan Martínez Carcellé
Joan Martínez Carcellé, conegut com a Juan Carcellé (Olot, Garrotxa, 27 de maig de 1895 - Madrid, 29 d'agost de 1978) fou un promotor d'espectacles i empresari català, que va exercir la major part de la seva activitat a Madrid i la resta de l'Estat espanyol.
Carcellé fou un dels promotors d’espectacles més importants del segle xx a l'Estat espanyol i un decidit continuador del prestigi de Barcelona en els circuits circenses internacionals.
Fill del tinent coronel Feliciano Martínez i la tortosina Maria Cinta Carcellé, amb sis anys es trasllada amb els pares primer a Saragossa i després a Tortosa. El 1901, el seu pare es va retirar, i la família es trasllada a Tortosa, on va estudiar als Germans de les Escoles Cristianes fins als quinze anys. Més endavant, el 1916, se'n va a viure a Madrid, on obté la plaça de funcionari a Correos y Telégrafos. Sense deixar el càrrec de Cap d'Administració a Correos, programa varietats al Teatro de La Latina i fa de representant d’artistes com Imperio Argentina, Conchita Piquer, Pastora Imperio, Carlos Gardel o Josephine Baker. Més endavant, també representà a Lola Flores, Raquel Meller o Juanita Reina.
El 1931 munta Charivari Follies al Teatro Circo Price, i el 1936 creà «Circuitos Carcellé», marca amb què acabarà controlant des de Madrid els circuits de circ i varietats de tot l'Estat espanyol. El 1940 programa varietats al Teatre de la Zarzuela i al Teatro Albéniz. Després de la Guerra Civil espanyola es va convertir en un dels més grans empresaris del circ del segle xx. Va gestionar el Circo Price de Madrid i va arribar a tenir tres grans circs ambulants que feien circuits per tota la península. Va llençar a la fama la trapezista Pinito del Oro i va representar primer els pallassos Pompoff i Thedy i després els més recents Gaby, Fofo i Miliki. Així, del 1941 a finals del 1959 dirigeix el Teatro Circo Price. Sense deixar la direcció del Price ni el càrrec de Correos y Telégrafos, del 1945 al 1947 assumeix la direcció artística d’alguns programes del barceloní Circ Olimpia. El 1946 fa circular per l'Estat espanyol el Circo Price itinerant i tres diferents companyies de varietats. Més endavant, té circs en propietat, entre els quals el Zoo Circus i el Gran Circo Español. El 1959 dirigeix la commemoració del centenari del Teatro Circo Price. Del 1956 al 1962 organitza durant les festes nadalenques set edicions del Festival Mundial del Circo al Palau dels Esports de Barcelona. Hi torna el 1965 i el 1966 amb títols diferents, però amb l'objectiu de dur a Barcelona les millors atraccions internacionals del moment, com Pinito del Oro o Charlie Rivel, entre molts altres.
L'any 1970 va tornar a Olot per tal de rebre la distinció de l'Ala de la ciutat. El 1968 va rebre la medalla al treball i el 1972 el Premi nacional de Teatre. El 1976 rep un homenatge al Palau d'Esports de la Comunitat de Madrid. El juliol del 1978 tanca Circuitos Carcellé i es retira del món de l'espectacle. Va crear la «Medalla Circuitos Carcellé» per estimular la qualitat circense i va organitzar tertúlies de circ en què participaven intel·lectuals com Jacinto Benavente. Tota la seva activitat professional en el mon del teatre la exercí, sorprenentment, sense deixar la feina a Correos y Telégrafos. El 1973, aquesta entitat li va atorgar la «Medalla de Plata de la Orden del Mérito Postal».